# Syderofiry
Syderofiry – według klasyfikacji grupa meteorytów należąca do meteorytów żelazno-kamiennych. Syderofir wyglądem przypomina pallasyty, ale stop żelazowo-niklowy nadziewany jest piroksenem a nie oliwinem. Klasyfikowany jest też jako anomalny meteoryt żelazny.